# Lomilysis discolor
Lomilysis discolor är en fjärilsart som beskrevs av Smith 1904. Lomilysis discolor ingår i släktet Lomilysis och familjen nattflyn. Inga underarter finns listade i Catalogue of Life.